# 제이슨 카스트로 (야구 선수)
제이슨 마이클 카스트로(Jason Michael Castro, 1987년 6월 18일 ~ )는 아메리칸 리그 휴스턴 애스트로스소속의 선수이다.

## 경력

### 마이너리그
스탠퍼드 대학교출신이며, 2008년에 있었던 MLB 드래프트에서 1라운드 전체 10순위로 휴스턴 애스트로스에게 지명을 받아 입단하게 된다.
팀에 입단한 이후에도 오프시즌에는 사회학 학위를 취득하기 위하여 대학에 다녔다.
2009년에는 올스타 퓨처스 게임에 출장하여 토론토 블루제이스산하에 있던 루이스 페레스로부터 3점 홈런을 때려냈다.

### 메이저 리그
2010년에는 6월 22일에 있었던 샌프란시스코 자이언츠전에서 메이저 리그 데뷔를 하였으며, 상대팀 선발투수인 팀 린스컴에게서 첫타석에 첫안타를 뽑아냈다.
2011년에는 개막을 하기 전에 전십자인대가 파열되어 시즌을 통째로 날리게 되었다.
결국, 2012년이 돼서야 복귀를 한다. 이 시즌에서는 87경기에 나와서 .257를 기록하는 등 나쁘지 않은 모습을 보였다.
2013년에는 2012년에 좋은 모습을 보여준 것이 결실을 맺듯이 시즌이 시작하기 전부터 주전 포수로 낙점 된다. 하지만 개막전에서는 4타수 무안타의 부진한 모습을 보였다.
그러나 시즌을 통틀어서는 120경기에 나와서 .276의 타율과 18개의 홈런을 기록함으로써 전시즌에 기록했던 .257의 타율과 6개의 홈런과는 비교도 안되게 발전된 모습을 보여줬으며, 올스타전에 선출되기도 했다.
2014년 1월 17일에는 휴스턴 애스트로스와 1년 계약에 합의했다.

## 수상·타이틀 경력
- 메이저 리그 올스타전 선출 1회 : 2013년[6]

## 연도별 타격 성적
| 연 도     | 소 속     | 경 기 | 타 석 | 타 수 | 득 점 | 안 타 | 2 루 타 | 3 루 타 | 홈 런 | 루 타 | 타 점 | 도 루 | 도 루 자 | 희 생 번 | 희 생 플 | 볼 넷 | 고 4 | 사 구 | 삼 진 | 병 살 타 | 타 율 | 출 루 율 | 장 타 율 | O P S |
| --------- | --------- | ----- | ----- | ----- | ----- | ----- | ------- | ------- | ----- | ----- | ----- | ----- | -------- | -------- | -------- | ----- | ---- | ----- | ----- | -------- | ----- | -------- | -------- | ----- |
| 2010년    | HOU       | 67    | 217   | 195   | 26    | 40    | 8       | 1       | 2     | 56    | 8     | 0     | 0        | 0        | 0        | 22    | 2    | 0     | 41    | 4        | .205  | .286     | .287     | .573  |
| 2012년    | HOU       | 87    | 295   | 257   | 29    | 66    | 15      | 2       | 6     | 103   | 29    | 0     | 0        | 2        | 4        | 31    | 2    | 1     | 61    | 8        | .257  | .334     | .401     | .735  |
| 2013년    | HOU       | 120   | 491   | 435   | 63    | 120   | 35      | 1       | 18    | 211   | 56    | 2     | 1        | 0        | 4        | 50    | 3    | 2     | 130   | 4        | .276  | .350     | .485     | .835  |
| 통산：3년 | 통산：3년 | 274   | 1003  | 887   | 118   | 226   | 58      | 4       | 26    | 370   | 93    | 2     | 1        | 2        | 8        | 103   | 7    | 3     | 232   | 16       | .255  | .332     | .417     | .749  |

- 2013시즌 종료 기준

## 참조
1. ↑  “Astros take Castro in first round of Draft | MLB.com: News” (영어). Mlb.mlb.com. 2013년 5월 24일. 2015년 1월 21일에 확인함.
2. 1 2  “Astros catcher Jason Castro is working his way back in the Arizona Fall League”. 2013년 10월 14일에 원본 문서에서 보존된 문서. 2014년 12월 28일에 확인함.
3. ↑  “World reigns victorious after final-frame rally”. 2014년 3월 6일에 원본 문서에서 보존된 문서. 2014년 12월 28일에 확인함.
4. ↑  “Jason Castro's FIRST MLB HIT and highlights of FIRST MLB GAME” (영어). YouTube. 2010년 6월 22일. 2015년 1월 21일에 확인함.
5. ↑  김형준 (2013년 4월 1일). “오늘의MLB (4.1) 100패 후보 휴스턴, 개막전 깜짝승”. 2015년 1월 21일에 확인함.
6. 1 2  “MLB 올스타 명단 발표....류현진, 추신수 탈락”. 2013년 7월 7일. 2015년 1월 21일에 확인함.
7. ↑  “Astros agree to terms with Castro, Guzman”. 《MLB.com Astros Press Release》 (영어). 2014년 1월 17일. 2014년 2월 1일에 원본 문서에서 보존된 문서. 2015년 1월 21일에 확인함.